# Ranunculus ranceorum
Ranunculus ranceorum är en ranunkelväxtart som beskrevs av De Lange. Ranunculus ranceorum ingår i släktet ranunkler, och familjen ranunkelväxter. Inga underarter finns listade i Catalogue of Life.